# Antonia Jiménez Trava
Antonia Georgina Alemania Jiménez Trava (25 de febrero de 1917 - 16 de marzo de 2011) fue una abogada mexicana nacida en Mérida, Yucatán y fallecida en la misma ciudad a los 94 años. Se distinguió por ser la primera mujer en México en presidir un Tribunal Superior de Justicia. Fue también la primera mujer que se tituló como abogada en la Escuela de Jurisprudencia de la Universidad Autónoma de Yucatán y sentó diversos precedentes en la lucha por la equidad de género en México.

## Biografía
Se tituló de abogada en la Escuela de Jurisprudencia de la Universidad de Yucatán, en julio de 1939 con la tesis La mujer y los derechos políticos y civiles.
En 1941 se inició en la impartición de Justicia Laboral en la Junta de Conciliación y Arbitraje. Fue maestra universitaria de 1948 a 1984 e impartió cátedra en la Escuela Normal Rodolfo Menéndez de la Peña.
Fue directora del Registro Civil del estado de Yucatán por nombramiento del gobernador Agustín Franco Aguilar y en su desempeño eliminó de las ceremonias matrimoniales la lectura de la decimonónica epístola de Melchor Ocampo, obligatoria en aquel entonces, por considerarla atentatoria a la equidad de géneros. Véase por qué:

..."Que éste es el único medio moral de fundar la familia, de conservar la especie y de suplir las imperfecciones del individuo que no puede bastarse a sí mismo para llegar a la perfección del género humano. Que éste no existe en la persona sola sino en la dualidad conyugal. Que los casados deben ser y serán sagrados el uno para el otro, aún más de lo que es cada uno para sí. Que el hombre cuyas dotes sexuales son principalmente el valor y la fuerza, debe dar, y dará a la mujer, protección, alimento y dirección, tratándola siempre como a la parte más delicada, sensible y fina de sí mismo, y con la magnanimidad y benevolencia generosa que el fuerte debe al débil, esencialmente cuando éste débil se entrega a él, y cuando por la sociedad se le ha confiado. Que la mujer, cuyas principales dotes son la abnegación, la belleza, la compasión, la perspicacia y la ternura, debe dar y dará al marido obediencia, agrado, asistencia, consuelo y consejo, tratándolo siempre con la veneración que se debe a la persona que nos apoya y defiende, y con la delicadeza de quien no quiere exasperar la parte brusca, irritable y dura de sí mismo....."
Extracto de la Epístola de Melchor Ocampo

Fue magistrada del Tribunal Superior de Justicia del Estado de Yucatán, de enero de 1971 a enero de 1976, habiéndolo presidido de 1974 a 1976.
Existe un fondo que lleva su nombre y que contiene su obra en el Patronato Pro Historia Peninsular de Yucatán en la ciudad de Mérida.

## Reconocimientos
- 1984,  Medalla Ignacio Manuel Altamirano.
- 1988, Medalla Eligio Ancona.
- 1991, Medalla Héctor Victoria Aguilar, otorgada por el Congreso del Estado de Yucatán.
- 1992, Medalla Manuel Crescencio Rejón, otorgada por el Poder Judicial del Estado de Yucatán.
- 2010, Medalla al Mérito Jurídico Rafael Matos Escobedo, otorgada por el gobierno del Estado de Yucatán.